# Stadium Municipal
Das Stadium Municipal ist ein Rugby- und Fußballstadion in der französischen Stadt Toulouse, Département Haute-Garonne. Das Stadion wird hauptsächlich vom örtlichen Fußballverein FC Toulouse genutzt, aber auch der Rugbyverein Stade Toulousain weicht für Spitzenspiele aus dem eigenen Stadion, dem Stade Ernest-Wallon, in das größte Stadion der Stadt aus. Allerdings fordert der FC Toulouse den Neubau eines größeren Stadions, um den eigenen Ansprüchen gerecht zu werden. Das Stadion bietet 33.150 Plätze für die Besucher. Wegen seiner ähnlichen Form trägt das Stadium Municipal den Spitznamen Petit Wembley in Anlehnung an das alte Wembley-Stadion.

## Geschichte
Die Sportstätte, die vom französischen Architekten Jean Montariol für die Fußball-Weltmeisterschaft 1938 konzipiert wurde, wurde 1937 eingeweiht. Seither wurde es zwei Mal renoviert: zuerst 1949 und 1997 für die Fußball-Weltmeisterschaft 1998. Gleichzeitig fand bei der letzten Renovierung eine Aufstockung der Sitzkapazität auf 37.000 Plätze statt. 1998 wurden sechs Weltmeisterschaftsspiele im Stadium Municipal ausgetragen.
Das Stadion war zudem Austragungsort für Spiele der Rugby-Union-Weltmeisterschaften 1991, 1999, 2007 und 2023, sowie der Rugby-League-Weltmeisterschaft 1954.
Im Hinblick auf die Fußball-Europameisterschaft 2016 wurde die Anlage über drei Jahre von 2013 bis 2016 umgebaut. Für 41,5 Mio. Euro wurde das Stadion nach den Plänen der Architekturbüros Cardete & Huet und Atelier Ferret umgestaltet. Die Bestuhlung auf den Rängen wurde erneuert und dabei die Sitzplätze von 60 auf 75 Zentimeter vergrößert sowie auf der Osttribüne eine Konzertbühne eingebaut. Des Weiteren wurden die sanitären Anlagen und die Imbissstände erneuert. Zudem musste der Pressebereich erweitert werden.
Da im Stadion Fußball- und Rugbyspiele ausgetragen werden, war der Rasen in keinem guten Zustand. Das Spielfeld aus Naturrasen wurde gegen einen Hybridrasen ausgetauscht. Ein ähnlicher Untergrund wurde im Stade Vélodrome in Marseille verlegt. Hinzu kam eine Videoüberwachungsanlage mit 140 Kameras in und um das Stadion. In der Ligue 1 wurde zur Saison 2015/16, wie in der Fußball-Bundesliga, die Torlinientechnik eingeführt. Dafür wurden 14 Kameras des GoalControl-Systems im Stadium Municipal installiert.

## Wichtige Veranstaltungen

### Spiele zur Fußball-Weltmeisterschaft 1938
| Datum        | Runde             | Heim | Gast     | Ergebnis             |
| ------------ | ----------------- | ---- | -------- | -------------------- |
| 5. Juni 1938 | Achtelfinale      | Kuba | Rumänien | 3:3 n. V. (2:2, 1:1) |
| 9. Juni 1938 | Achtelfinale–Wdh. | Kuba | Rumänien | 2:1 (0:1)            |

### Spiele zur Rugby-League-Weltmeisterschaft 1954
| Datum        | Runde        | Heim       | Gast                   | Ergebnis |
| ------------ | ------------ | ---------- | ---------------------- | -------- |
| 7. Nov. 1954 | Zweite Runde | Frankreich | Vereinigtes Königreich | 13:13    |

### Spiele zur Fußball-Weltmeisterschaft 1998
| Datum         | Runde        | Heim        | Gast           | Ergebnis  |
| ------------- | ------------ | ----------- | -------------- | --------- |
| 11. Juni 1998 | Vorrunde     | Kamerun     | Österreich     | 1:1 (0:0) |
| 14. Juni 1998 | Vorrunde     | Argentinien | Japan          | 1:0 (1:0) |
| 18. Juni 1998 | Vorrunde     | Südafrika   | Dänemark       | 1:1 (0:1) |
| 22. Juni 1998 | Vorrunde     | Rumänien    | England        | 1:1 (0:1) |
| 24. Juni 1998 | Vorrunde     | Nigeria     | Paraguay       | 1:3 (1:1) |
| 29. Juni 1998 | Achtelfinale | Niederlande | BR Jugoslawien | 2:1 (1:0) |

### Spiele zur Rugby-Union-Weltmeisterschaft 1999
| Datum         | Runde    | Heim       | Gast    | Ergebnis |
| ------------- | -------- | ---------- | ------- | -------- |
| 14. Okt. 1999 | Vorrunde | Kanada     | Namibia | 72:11    |
| 15. Okt. 1999 | Vorrunde | Frankreich | Fidschi | 28:19    |

### Spiele zur Rugby-Union-Weltmeisterschaft 2007
| Datum         | Runde    | Heim       | Gast     | Ergebnis |
| ------------- | -------- | ---------- | -------- | -------- |
| 12. Sep. 2007 | Vorrunde | Japan      | Fidschi  | 31:35    |
| 16. Sep. 2007 | Vorrunde | Frankreich | Namibia  | 87:10    |
| 25. Sep. 2007 | Vorrunde | Rumänien   | Portugal | 14:10    |
| 29. Sep. 2007 | Vorrunde | Neuseeland | Rumänien | 85:8     |

### Spiele zur Fußball-Europameisterschaft 2016
| Datum         | Runde        | Heim     | Gast       | Ergebnis  |
| ------------- | ------------ | -------- | ---------- | --------- |
| 13. Juni 2016 | Vorrunde     | Spanien  | Tschechien | 1:0 (0:0) |
| 17. Juni 2016 | Vorrunde     | Italien  | Schweden   | 1:0 (0:0) |
| 20. Juni 2016 | Vorrunde     | Russland | Wales      | 0:3 (0:2) |
| 26. Juni 2016 | Achtelfinale | Ungarn   | Belgien    | 0:4 (0:1) |

### Spiele zur Rugby-Union-Weltmeisterschaft 2023
| Datum         | Runde    | Heim       | Gast     | Ergebnis |
| ------------- | -------- | ---------- | -------- | -------- |
| 10. Sep. 2023 | Vorrunde | Japan      | Chile    | 42:12    |
| 15. Sep. 2023 | Vorrunde | Neuseeland | Namibia  | 71:3     |
| 23. Sep. 2023 | Vorrunde | Georgien   | Portugal | 18:18    |
| 28. Sep. 2023 | Vorrunde | Japan      | Samoa    | 28:22    |
| 8. Okt. 2023  | Vorrunde | Fidschi    | Portugal | 23:24    |

## Galerie

Außenansicht 2007
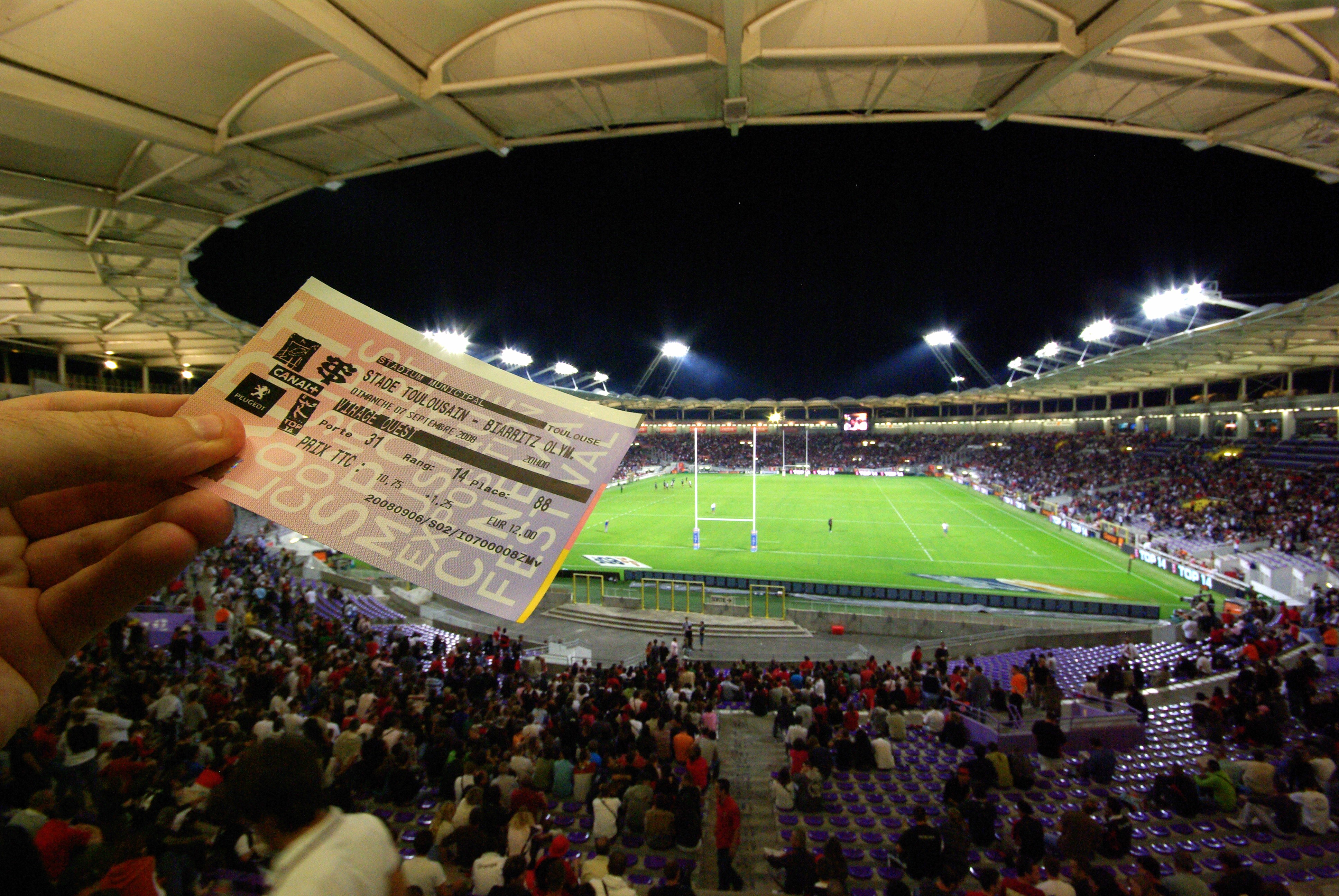
Rugbyspiel am 7. September zwischen Stade Toulousain und Biarritz Olympique.
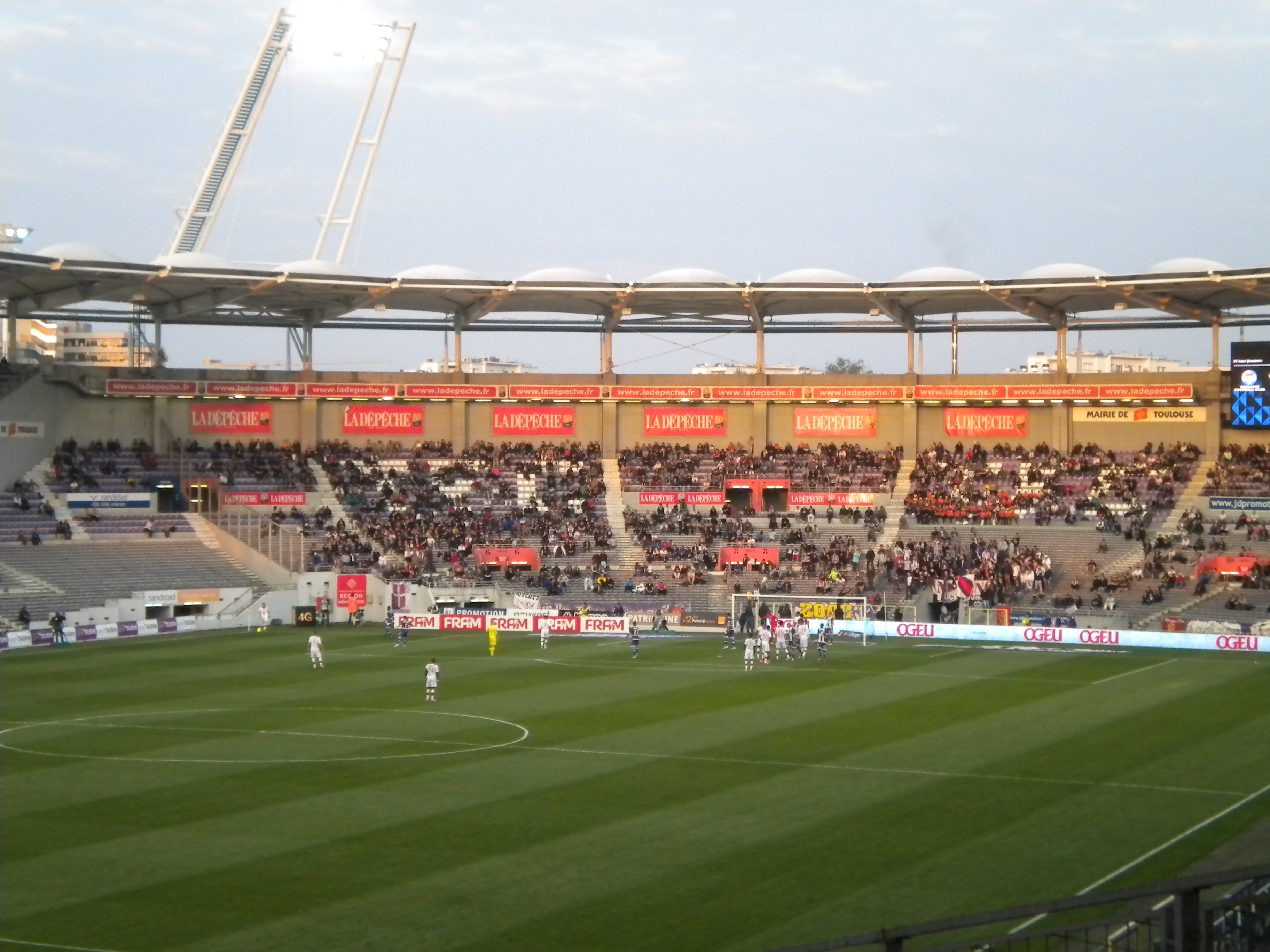
Spiel der Ligue 1 zwischen dem FC Toulouse und OSC Lille im Mai 2013
Außenansicht 2016